# Ovactis bermudensis
Ovactis bermudensis är en korallart som beskrevs av van Beneden 1897. Ovactis bermudensis ingår i släktet Ovactis och familjen Arachnactidae. Inga underarter finns listade i Catalogue of Life.